# Elecciones federales de Canadá de 1896
La elección federal canadiense de 1896 se llevó a cabo el 23 de junio de 1896, para elegir a miembros de la Cámara de los Comunes canadiense del 8.º Parlamento de Canadá. Aunque el Partido Conservador obtuvo una pluralidad de votos populares, el Partido Liberal, liderado por Wilfrid Laurier, ganó la mayoría de los escaños para formar el próximo gobierno.
El Partido Conservador gobernante, desde la muerte de John A. Macdonald en 1891, estaba desorganizado, pasando por cuatro líderes en cinco años. El partido también fue visto como corrupto y derrochador de fondos públicos. Cuestiones como la Pregunta de las Escuelas de Manitoba habían costado el apoyo del partido tanto en el Canadá francófono como en el anglófono.
Al entrar en la elección, los Tories fueron dirigidos por Charles Tupper, un Padre de la Confederación y ex primer ministro de Nueva Escocia. Anteriormente, en febrero de 1896, Tupper introdujo una legislación correctiva para resolver la disputa de Manitoba, pero fue obstruida por una alianza de protestantes extremistas dirigida por Dalton McCarthy y los liberales. Este filibusterismo dio lugar a que Tupper tirara la toalla y pidiera una disolución. El parlamento fue disuelto el 24 de abril de 1896 y, después del acuerdo que Tupper se convertiría en primer ministro después de la llamada de la elección, se le nombró primer ministro el 1 de mayo de 1896, formando así el séptimo ministerio canadiense.
Tupper argumentó que el verdadero tema de las elecciones era el futuro de la industria canadiense, e insistió en que los conservadores necesitaban unirse para derrotar a los Patrones de la Industria. Sin embargo, los conservadores estaban tan amargamente divididos por la cuestión de las Escuelas de Manitoba que, dondequiera que hablaba, se enfrentó a un aluvión de críticas, sobre todo al discurso de dos horas que dio en Massey Hall en Toronto, que fue constantemente interrumpido por la multitud.
Las elecciones vieron un gran cambio en el Partido Liberal. Mientras que los liberales habían sido tradicionalmente el partido para el cambio radical y el libre comercio, en las elecciones 1896, abrazaron una plataforma mucho más conservadora. Eso ayudó a muchos de los partidarios tradicionales del Partido Conservador a mudarse a los liberales. El cambio más importante fue el apoyo de Laurier a la Política Nacional, una causa importante para los poderosos intereses comerciales de Montreal y Toronto. La campaña liberal fue dirigida por un ex conservador, Joseph Israël Tarte. Laurier también era un fuerte partidario de los derechos provinciales, y una serie de poderosos ministros liberales apoyaron la campaña, tales como Oliver Mowat y W. S. Fielding, ambos que ganaron escaños en la Cámara y fueron nombrados al gabinete después de las elecciones.
Para terminar, los conservadores ganaron el mayor número de votos en las elecciones de 1896 (46,5% de los votos, en comparación con el 45% de los liberales). Sin embargo, capturaron solo la mitad de los escaños en Canadá inglés, pero los liberales de Laurier ganaron una victoria aplastante en Quebec, donde la reputación de Tupper como un imperialista ardiente era una desventaja importante. La incapacidad de Tupper de persuadir a Joseph-Adolphe Chapleau de volver a la política activa, como su teniente de Quebec, puso fin a cualquier posibilidad de que los conservadores ganaran esa provincia.
Aunque Laurier claramente ganó las elecciones el 24 de junio, Tupper se negó inicialmente a ceder el poder, insistiendo en que Laurier sería incapaz de formar un gobierno, incluso si el Partido Liberal obtuvo el 55% de los escaños en la Cámara de los Comunes. Sin embargo, cuando Tupper trató de hacer nombramientos como primer ministro, el Gobernador General Lord Aberdeen intervino, despedir a Tupper e invitar a Laurier a formar un gobierno. Tupper sostuvo que las acciones de Lord Aberdeen eran inconstitucionales.